# Tecșești
Tecșești – wieś w Rumunii, w okręgu Alba, w gminie Întregalde. W 2011 roku liczyła 37 mieszkańców.